# Carlisle (South Carolina)
Carlisle is een plaats (town) in de Amerikaanse staat South Carolina, en valt bestuurlijk gezien onder Union County.

## Demografie
Bij de volkstelling in 2000 werd het aantal inwoners vastgesteld op 496.
In 2006 is het aantal inwoners door het United States Census Bureau geschat op 468, een daling van 28 (-5,6%).

## Geografie
Volgens het United States Census Bureau beslaat de plaats een oppervlakte van
3,7 km², geheel bestaande uit land. Carlisle ligt op ongeveer 107 m boven zeeniveau.

## Plaatsen in de nabije omgeving
De onderstaande figuur toont nabijgelegen plaatsen in een straal van 24 km rond Carlisle.